# Teofil Kowalski (1866–1932)
Teofil Kowalski (ur. 27 kwietnia 1866 w Płocku, zm. 20 lutego 1932 w Strzelnie) – polski duchowny katolicki, muzykolog, pedagog, pisarz, publicysta.
W 1887 ukończył gimnazium w Płocku i złożył egzamin dojrzałości. W latach 1887–1891 studiował na Akademii Duchownej w Petersburgu. W 1892 uzyskał tam stopień magistra teologii, a w 1894 stopień doktora prawa kanonicznego. Od 1894 do 1896 studiował teorię muzyki kościelnej w Ratyzbonie. Po powrocie do kraju był proboszczem i wikariuszem w różnych polskich miejscowościach zaboru rosyjskiego (m.in. od 1898 w Sarnowie).
W latach 1895–1902 wydawał, razem z ks. Eugeniusza Gruberskiego periodyk „Śpiew kościelny”, gdzie publikował prace z zakresu muzyki kościelnej, poświęcone głównie zagadnieniom i rozwojowi chorału gregoriańskiego. W innych czasopismach publikował artykuły krytycznie opisujące władzę duchowną. W 1902 opublikował w „Głosie” kilka felietonów, które stały się przyczyną jedenastoletniej suspensy. W 1913 został zmuszony do odwołania swoich wypowiedzi, co zaostrzyło jego konflikty z kościołem katolickim powodując, że po I wojnie światowej porzucił na zawsze stan duchowny. W trakcie zawieszenia nauczał języka polskiego w szkołach świeckich (m.in. w Częstochowie i w Petersburgu).
Na początku 1903 zapisał się jako słuchacz zwyczajny na Wydziale Filozoficznym czeskiego Uniwersytetu im. K. Ferdynanda w Pradze. Studiował przez dziesięć semestrów muzykologię i estetykę aż do letniego semestru 1911 r. Równiolegle, w 1909 skończył studia w Warszawie i uzyskał tytuł nauczyciela zwyczajnego języka polskiego. W 1911 przebywał na terenie archidiecezji mohylewskiej, gdzie był wikariuszem w Petersburgu. W okresie od zimowego semestru 1912–1913 do letniego semestru 1915 był lektorem praktycznego nauczania języka polskiego na uniwersytecie praskim. Przebywając w Pradze został redaktorem i wydawcą polskiego czasopisma „Wiadomości Polskie z Pragi”. Prawdopodobnie z tego powodu był internowany w czasie I wojny światowej w Drosendorf.
Po wojnie, porzuciwszy stan duchowny, był przez pewien czas nauczycielem języka łacińskiego, a później został lekarzem wojskowym w polskiej armii. Zmarł 20 lutego 1932 r. w Strzelnie.

## Publikacje
- 1897 partytura Pamiątka dziewięćsetnej rocznicy męczeńskiej śmierci świętego Wojciecha patrona Polski
- 1899 partytura Śpiewy na Wielki Tydzień = Cantiones in Triduo Sacro. Sectio I
- 1900 partytura Różaniec ku czci Najświętszej Niepokalanej Maryi Panny podług melodyi powszechnie używanej
- 1901 partytura Litania do Najsłodszego Serca Pana Jezusa
- 1902 partytura Nauka śpiewu : podręcznik do użytku domowego : w szkołach i seminaryach
- 1902 partytura "Po za konkursem" / muz. T. Kowalskiego ; sł. Or-ota.
- 1908 partytura Missa in hon. Sanctae Familiae Jezus Mariae, Joseph quam : ad unam vocem comitante organo (cum Offertorio)
- 1910 partytura Godzinki : O Niepokalanem Poczęciu Najświętszej Marji Panny
- 1910 partytura Boga Rodzica : Pieśń św. Wojciecha : na 4 głosy mieszane [a capp.]
- 1911 Nauka śpiewu : podręcznik dla szkół i seminaryów nauczycielskich i duchownych
- 1911 Pieśń Bogarodzica, przypisywana św. Wojciechowi
- 1912 partytura Odpowiedzi do mszy świętej : śpiewanej w niedziele i święta
- 1913 Chorał gregorjańsko-watykański : jego historja w zarysie i sposób wykonania z niektóremi praktycznemi wskazówkami